# Macropsis cyanescens
Macropsis cyanescens är en insektsart som beskrevs av Dubovsky 1966. Macropsis cyanescens ingår i släktet Macropsis och familjen dvärgstritar. Inga underarter finns listade i Catalogue of Life.